# William Downey

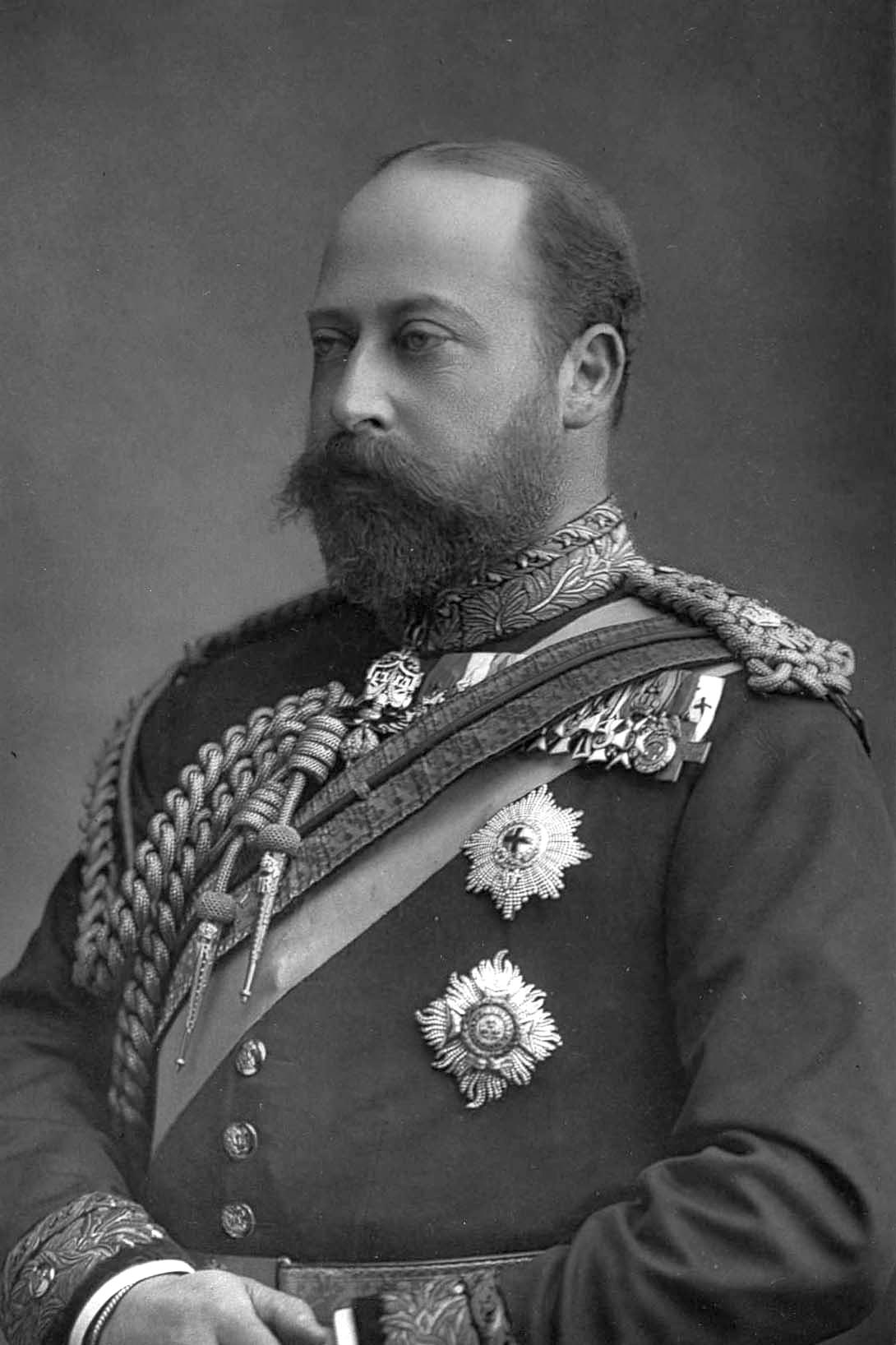
William Downey: Eduard VII. jako Prince of Wales

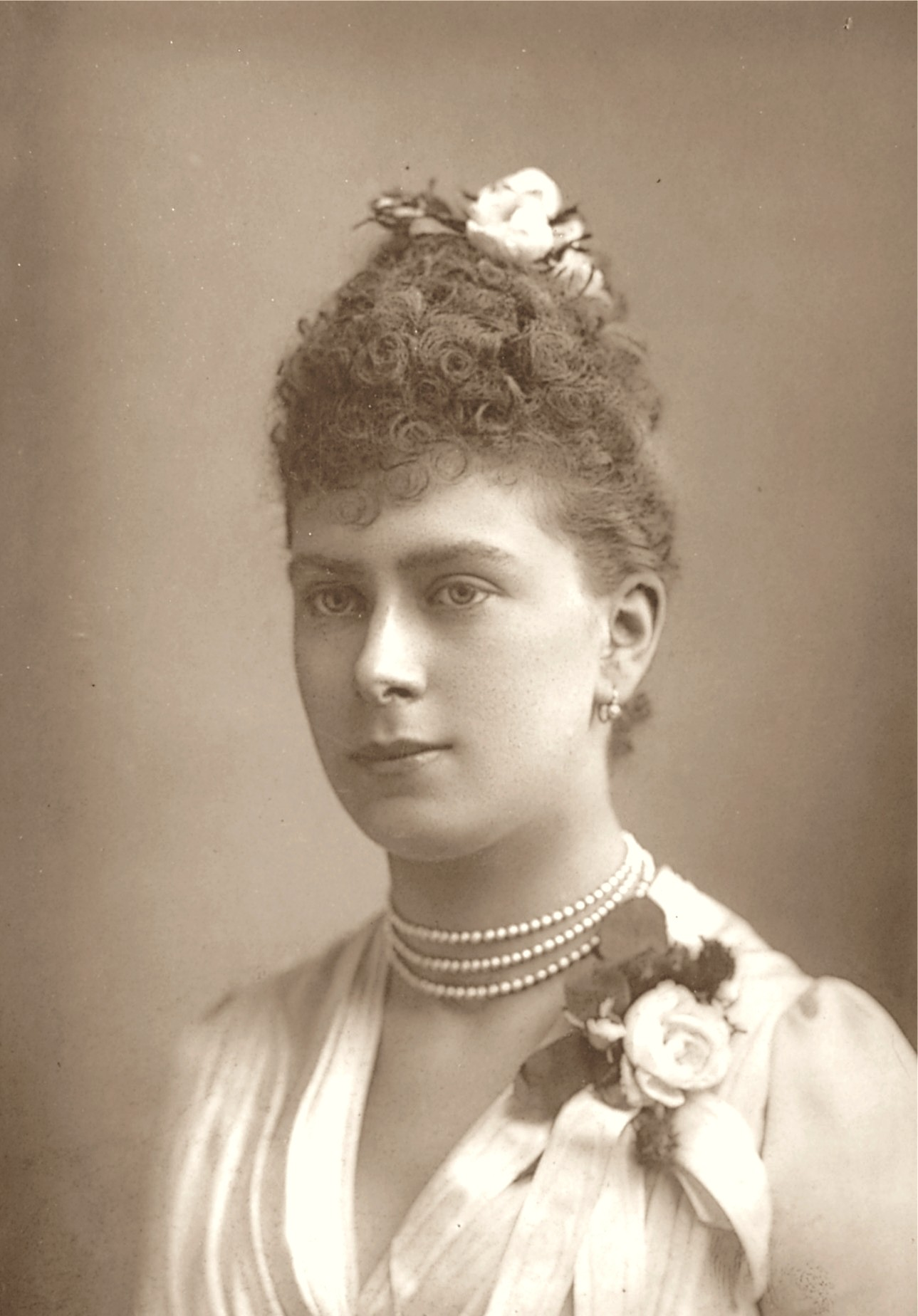
Marie z Tecku

William Downey (14. července 1829 South Shields – 7. července 1915 Kensington) byl portrétní fotograf v období viktoriánského Londýna. Od 60. let 19. století do roku 1910 provozoval se svým bratrem Danielem fotografické studio W. & D. Downey a byl znám jako dvorní fotograf britské královské rodiny.

## Život a dílo
Narodil se na King Street v South Shields deset let, před tím, než se komerční fotografie stala realitou. William zpočátku pracoval jako tesař a stavitel lodí, ale asi roku 1855 založil fotostudio v South Shields se svým bratrem Danielem a později založili pobočky v Blythu, Morpethu a Newcastlu. Jejich první královské pověření se vztahovalo na fotografie pro královnu Viktorii během katastrofy dolu Hartley v Northumberlandu v lednu 1862.
V roce 1863 otevřeli studio na Eldon Square v Newcastlu. Ve stejném roce William si zařídil studio ve Westminsterském paláci a portrétoval každého poslance dne. Umístění výsledných fotografií však dodnes (2005)  není známo.
William Downey se v roce 1872 přestěhoval na Ebury Street 57 a 61 v Londýně, kde otevřel další studia, jeho bratr řídil pobočku v Newcastlu. Studio v Londýně se těšilo podpoře královny Viktorie a Eduarda VII., které portrétoval na zámku Balmoral a Frogmore během 60. let 19. století. Jeho prvním královským obrazem byla Alexandra Dánská během zemědělské výstavy v Yorku asi v roce 1865. Fotostudio také produkovalo kultovní portrétní carte-de-visite princezny z Walesu a princezny Louisy. Studio obdrželo královské oprávnění v roce 1879.
Downey na svá nejlepší díla používal uhlotiskový proces Josepha Swana.
V 80. letech byl největším výrobcem fotografických suchých desek na světě Mawson, Swan & Morgan v Newcastlu, díky kterému se fotografie stala obchodní realitou. Avšak krátce poté, co George Eastman během osmdesátých let vymyslel Box Brownie a svitkový film, skončil monopol fotografických studií na trvalé ustálené snímky.
Synovi Williama Downeyho Williamu Edwardu Downeymu (1855–1908) obhospodařoval většinu královských zasedání v průběhu Eduardovy éry.
Gladys Cooper– fotografický model dítěte – vzpomíná na Downeyovy ve své autobiografii:
| „ | Pamatuji si Downeysovy docela dobře - byl to otec se synem. "Starý" Downey byl velmi vysoký starý muž s dlouhým bílým vousem a velmi červenýma lemovanýma očima. Vždy nosil dlouhý kabát s červenou stuhou zasunutou v knoflíkové dírce, a měl vzezření jako důstojný starý džentlmen, ke kterému se titul královských poct velmi dobře hodil. Bylo považováno za velkou čest být fotografován samotným "starým" Downeym. Nikdy "nebral" nikoho nižšího, než jednu z princezen, nebo možná ještě vévodkyni, to když se cítil v náladě. Jeho personál s ním zacházel jako by to byl někdo z královské rodiny. "Mladý" Downey (byl vždy známý jako "Mladý" Downey, aby se odlišil od svého otce) byl velký muž – nebo aspoň se mi zdálo, s holou hlavou. Ve své práci byl umělcem, říkal, že vždy věděl, kde má člověk nejlepší stránku jeho obličeje poté, co mu věnoval jeden dobrý pohled. Dělal výtvarné fotografie slavných krásek své doby, a byl posedlý uměním zachování původního charakteru tváře. "Mladý" Downey měl velmi rád děti a také mé sestry Doris a Grace a užili jsme si spoustu legrace při hraní ve velkém studiu, nebo při oblékání se do nádherného sortimentu oděvů, které tam měl. | “ |

Během svého působení v Londýně se nechal zaměstnat u Downeyho australsko-anglický fotograf Henry Walter Barnett, který pomáhal například u fotografování budoucího krále Edwarda VII.
William senior byl ženatý s Lucy, která se narodila v Speenhamland v Berkshire v roce 1843, spolu měli jednoho syna a jednu dceru. Připojil se k fotografické společnosti Photographic Society (později Královská fotografická společnost) v prosinci 1870.
Záznamy ze sčítání lidu v letech 1891 a 1901 ukazují, že žil na Nevern Square 10, Warwick Road, Earl's Court, Kensington.
V listopadu 1914 mu zloději ukradli jeho cennou sbírku stříbra z jeho domu na Earl Court – říká se, že toto vloupání urychlilo jeho smrt o půl roku později.

## Galerie

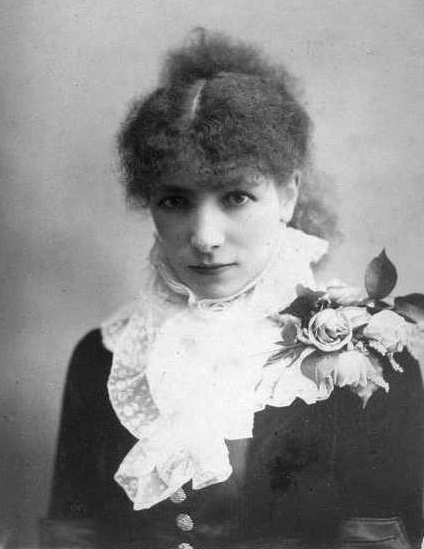
Portrét Sarah Bernhardtové
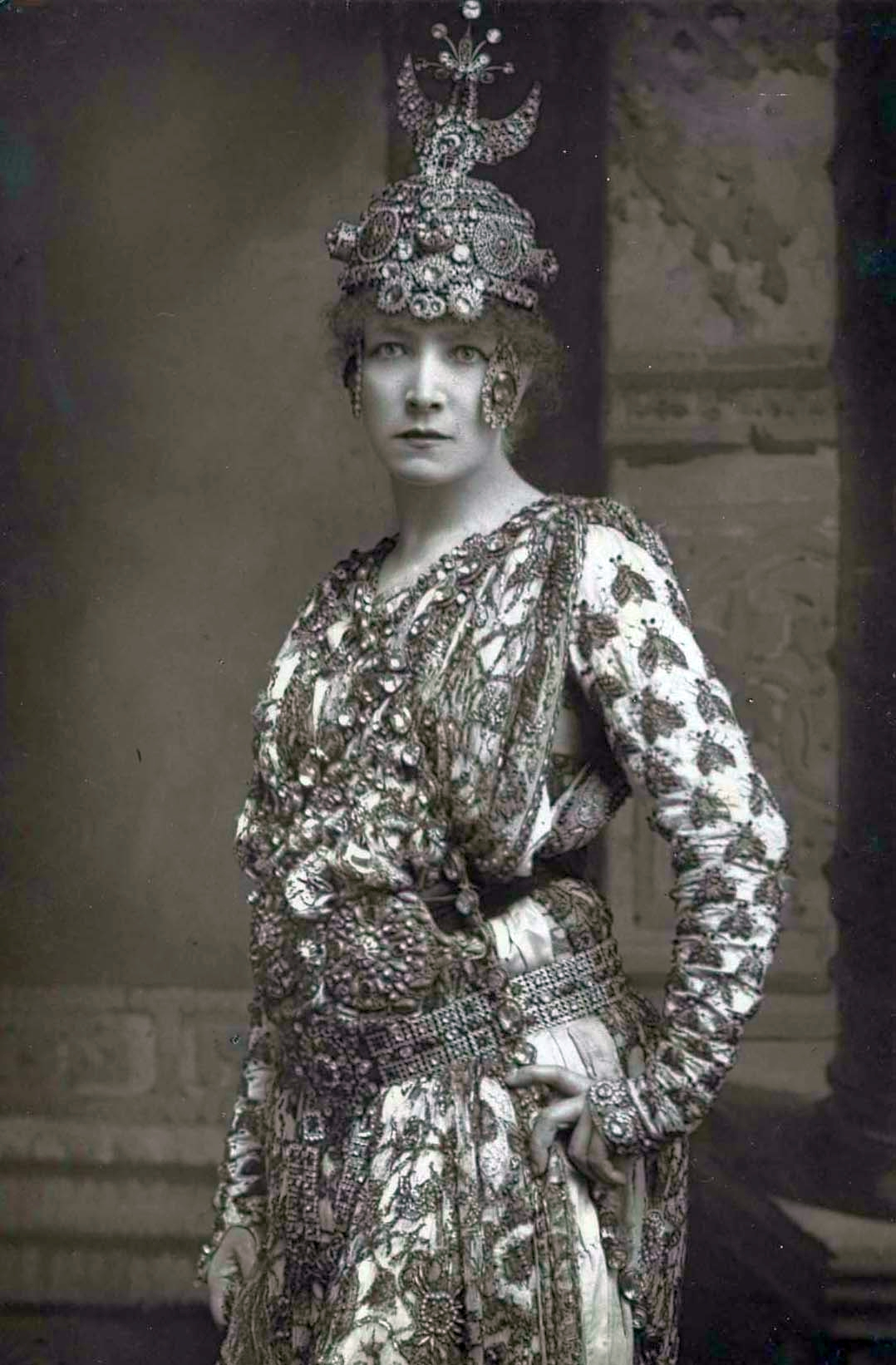
Sarah Bernhardtová v divadelním kostýmu
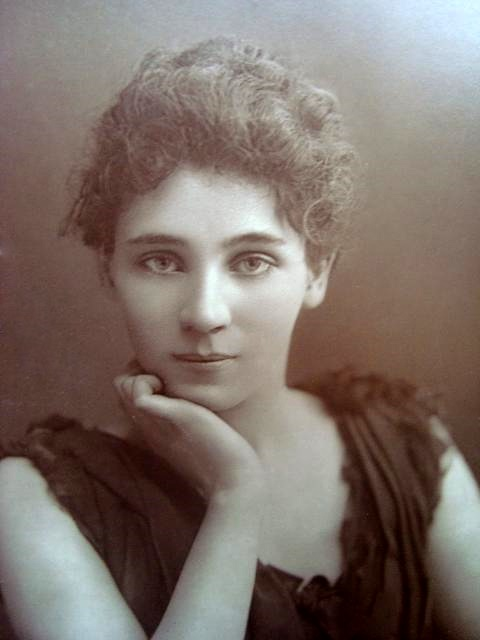
Elizabeth Robins, albuminový tisk, asi 1890
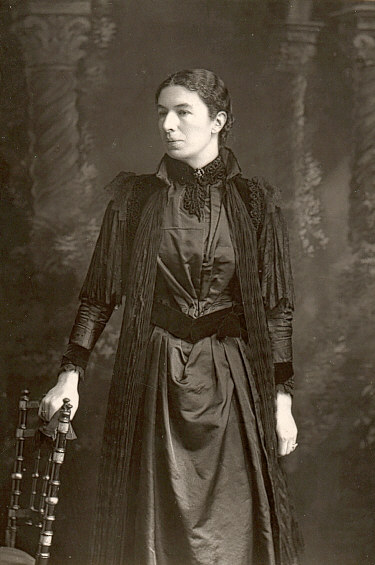
Mary Augusta Ward
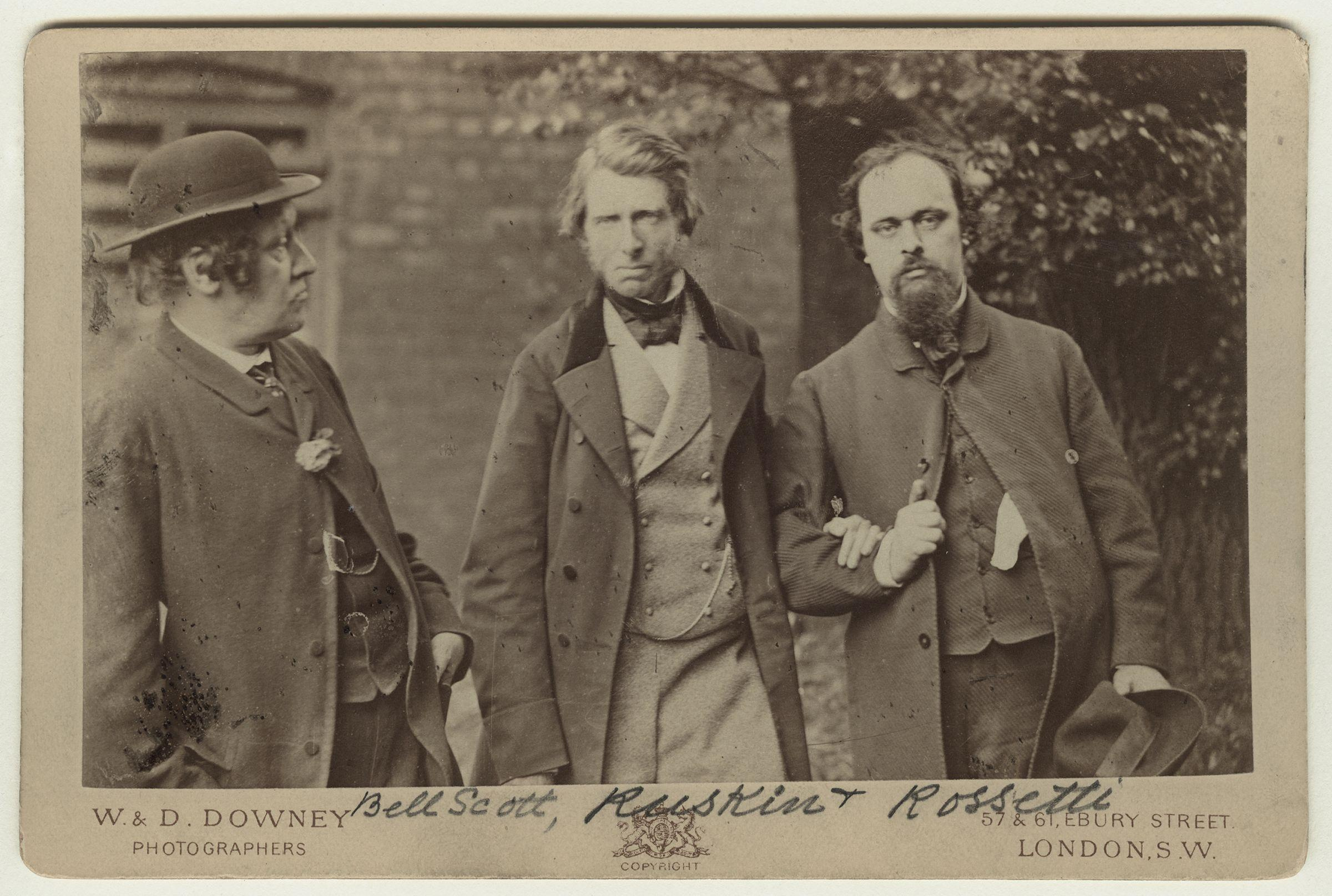
William Bell Scott; John Ruskin; Dante Gabriel Rossetti
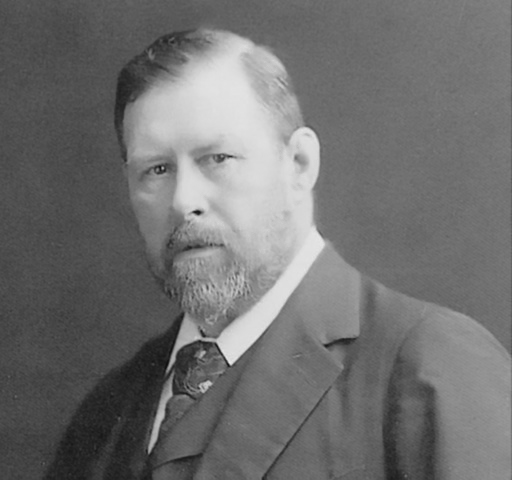
Bram Stoker
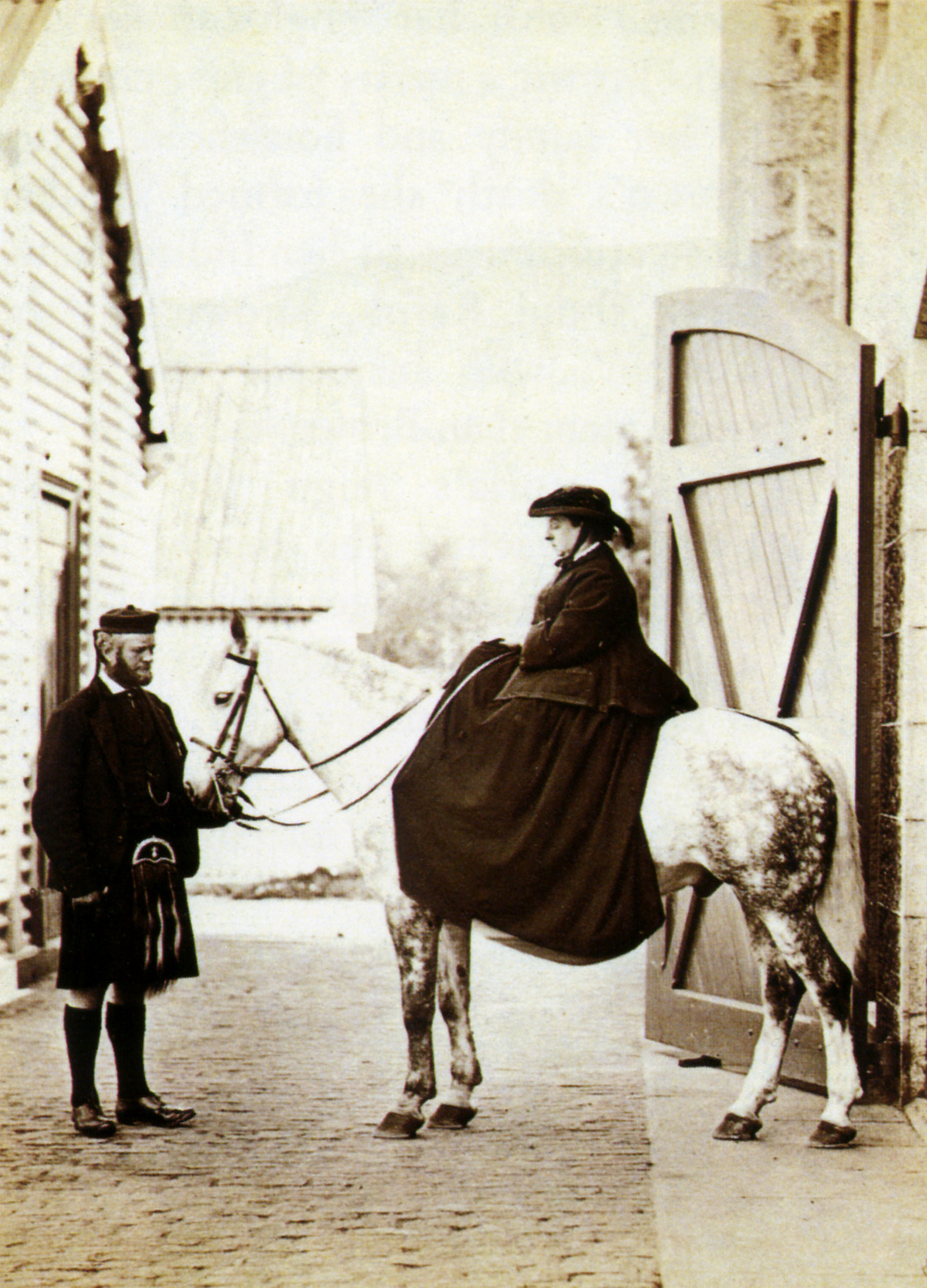
Královna Viktorie na koni
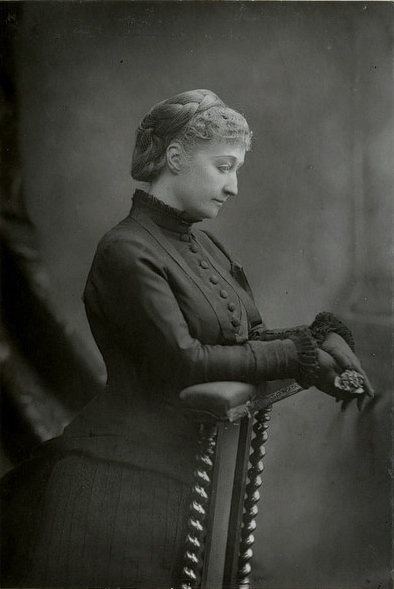
Evženie de Montijo, 1880
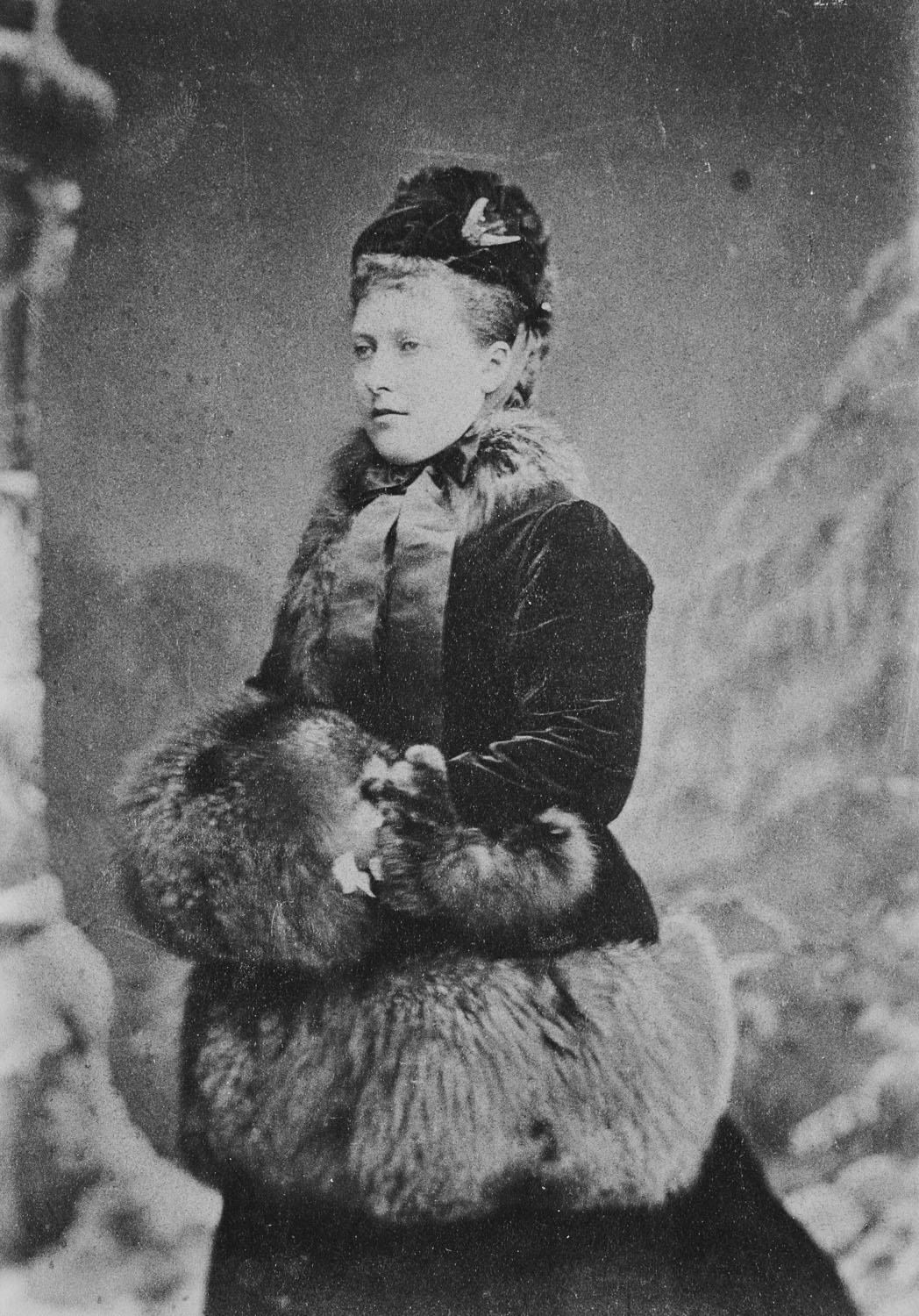
Princezna Helena Britská
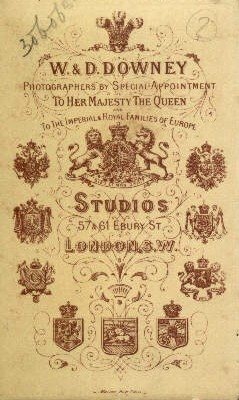
Reklama na W. & D. Downey, zobrazující řadu královských zmocnění evropských i asijských královských rodin